# Danny Denzongpa
Danny Denzonga (Tshering Phintso „Danny” Denzongpa, ur. 25 lutego 1948) – bollywoodzki aktor pochodzący ze stanu Sikkim (urodził się jeszcze w niezależnym od Indii królestwie Sikkim). Zaczął karierę od śpiewania indyjsko-nepalskich pieśni. Pierwotnie chciał zostać oficerem armii indyjskiej, był przyjęty do prestiżowej uczelni, ale matka przerażona znajomymi zabitymi w wojnie chińsko-indyjskiej 1962 roku ubłagała go, aby zrezygnował z pomysłu, ukończył więc Instytut Filmowy w Pune. Odrzucił rolę negatywną w Sholay który stał się kultowym filmem w Indiach. Grał w hollywoodzkim filmie Siedem lat w Tybecie u boku Brada Pitta. Najbardziej znany jest z ról w 16 December i Asoka Wielki, w którym grał przyjaciela Asoki granego przez Shah Rukh Khana.
W 2003 został wyróżniony Orderem Padma Shri.

## Filmografia
- Big Brother (2007)
- Hattrick (2007)
- Frozen (film) (2007)
- Jaan Ki Baazi (2006)
- Ab Tumhare Hawale Watan Saathiyo (2004) (pułkownik Ashfaque Khan)
- Shikaar (2004)
- Sandhya (2003)
- Parwana (2003)
- Ek Hindustani (2003) (gościnnie)
- Soch (2002) – Nautiyal
- Ab Ke Baras (2002) – CBI Oficer Sikander Baksh
- 16 December (2002) – Vir Vijay Singh
- Yeh Mohabbat Hai (2002) – Aman Khan
- Moksha: Salvation (2001) – kawaler Simon
- Indian (2001) – Shankar Singhania
- Lajja (2001) – Gajendra
- Asoka (2001) – Virat
- Pukar (2000) – Abhrush
- Officer (2000) – Pratap Rai/Dushyant Singh
- Tune Mera Dil Le Liya (2000)
- Silsila Hai Pyar Ka (1999) – Jabhal Khargoshi
- Dahek: A Burning Passion (1999) – Jabbar Bahkshi
- Kohram: The Explosion (1999) – Minister Virbhadra Singh
- Zulm O Situm (1998) – Sikander
- Vinashak – Destroyer (1998) – Jailer Lankeshwar
- China Gate (1998) – Maj. Ranjir Singh Gurung
- Udaan (1997) – p. Rana
- Siedem lat w Tybecie (1997) – Regent
- Dhaal: The Battle of Law Against Law (1997) – Adwokat Indrajit
- Diwan
- Himalay Putra (1997) – Rana
- Ghatak: Lethal (1996) – Katya
- Rajkumar (1996)
- Army (1996) – Naagraj
- Shastra (1996) – Babu
- Barsaat (1995) – ACP Neghi
- Sarhad: The Border of Crime (1995)
- Vijaypath (1994)
- Chauraha (1994) – Baba Bhatti
- Krantiveer (1994) – Chatursingh
- Mohabbat Ki Arzoo (1994) – Jagpal Singh alias Jaggu dada
- 1942: A Love Story (1993) – Major Hisht Dhartiputra (1993)
- Gurudev (1993) – Khakan
- Prateeksha (1993) – Dinesh Khanna
- Sangram (1993) – ojciec Madhu
- Tahqiqaat (1993) – Bhanu Pratap
- Drohi (1992) – J.P. Sethi (szef Raghava)
- Antam (1992) – J.P.Sethi
- Balwaan (1992) – Bhai
- Khule-Aam (1992) – INSP. Uday Singh/INSP. Ranvir Singh Rathod
- Khuda Gawah (1992) – Khuda Baksh
- Lakshmanrekha (1991) – Birju
- Vishnu-Devaa (1991) – Thakur Shamsher Singh/Samppat
- Hum (1991) – Bakhtawar
- Sanam Bewafa (1991) – Sher Khan
- First Love Letter (1991) – Thakur Ajit Singh
- Yodha (1991) – Daaga/Justice Dharmesh Agnihotri
- Agneepath (1990) – Kancha Cheena
- Pyaar Ke Naam Qurban (1990) – książę Yeshwant Singh
- Baaghi (1990)
- Chingariyan (1990)
- Jagira (1990)
- Shandaar (1990) – Dhaga
- Shesh Naag (1990)
- Shehzaade (1989) – Thakur Roshan Singh
- Jung Baaz (1989) – Mahakal
- Kasam Suhaag Ki (1989)
- Galiyon Ka Badshah (1989) – Inspektor Vijay
- Khoj (1989)
- Saaya (1989)
- Ustad (1989)
- Commando (1988) – Ninja
- Shoorveer (1988) – Shankar
- Ek Hi Maqsad (1988) – Inspector. Deepak
- Mardon Wali Baat (1988) – Raja Sunder Singh
- Gunahon Ka Faisla (1988) – dakoit
- Janam Janam (1988)
- Jeete Hain Shaan Se (1988)
- Mera Shikar (1988)
- Paap Ki Duniya (1988) – Pasha
- Yateem (1988) – Girivar Prasad Mathur
- Itihaas (1987)
- Aag Hi Aag (1987) – Daulat Singh/Choudhury
- Deewana Tere Naam Ka (1987) – Shambhu
- Chambal Ka Badshah (1986) – Sultan
- Bhagwan Dada (1986) – Shambu Dada
- Adhikar (1986) – prawnik Vishala
- Allah Rakha (1986)
- Maha Shaktiman (1985)
- Yudh (1985) – Gama Maating/p. Chinoy
- Jawaab (1985) – Seth. Jagmohan
- Aandhi Toofan (1985)
- Aitbaar (1985) – Inspektor Barua
- Oonche Log (1985) – Thakur Maan Singh
- ... aka High Society
- Patthar Dil (1985) – Jung Bahadur
- Andar Baahar (1984) – Shera
- Farishta (1984)
- Boxer (1984/I) (as Danny) – Dharma
- Jagir (1984) – Danny
- Kanoon Kya Karega (1984)
- Manzil Manzil (1984) – Gautam (Pahadi Baba)
- Mera Dost Mera Dushman (1984)
- Pyaar Jhukta Nahin (1984)
- Mujhe Insaaf Chahiye (1983)
- Lovers (1983/I)
- Ganga Meri Maa (1983)
- Andha Kanoon (1983) – Akhbar
- Raj Mahal (1982)
- Kachche Heere (1982) – Arjun
- Love Story (1981) – Ram Dogra
- Chunaoti (1980)
- Kali Ghata (1980)
- Abdullah (1980)
- Bandish (1980/I) – Kapilkumar
- Bulundi (1980)
- The Burning Train (1980)
- Choron Ki Baraat (1980)
- Phir Wohi Raat (1980) – Ashok
- Griha Pravesh (1979) (jako Danny)
- Aaj Ki Dhara (1979) (jako Danny)
- Lahu Ke Do Rang (1979)
- Devata (1978) – Inspektor Lawrence
- Naya Daur (1978)
- Aashiq Hoon Baharon Ka (1977) – Vikram (syn Jamunadasa)
- Abhi To Jee Lein (1977) – Danny
- Chandi Sona (1977)
- Khel Khiladi Ka (1977)
- Mit Jayenge Mitane Wale (1977)
- Paapi (1977) (as Danny Danzongappa) – Abdul
- Fakira (1976) – Munna/Ajay/Toofan
- Kalicharan (1976)
- Laila Majnu (1976) – książę Bahksh
- Sangram (1976) – Salim/Altaf
- Dharmatma (1975) – Danny
- Aakhri Dao (1975) – Robert
- Apne Rang Hazaar (1975)
- Kala Sona (1975)
- Ponga Pandit (1975) – Rocky
- Raftaar (1975)
- Rani Aur Lalpari (1975)
- Zorro (1975/II)
- Chor Machaye Shor (1974)
- 36 Ghante (1974) – Dilawar Khan
- Khotte Sikkay (1974) – Danny
- Dhund (1973) – Thakur Ranjit Singh (kaleki mąż)
- Milap (1972)
- Rakhi Aur Hathkadi (1972) – Raja
- Yeh Gulistan Hamara (1972) – aka This Garden Is Ours
- Mere Apne (1971) – Sanju
- Zaroorat (1971)